# Martin Zak
Martin Zak (* 1972 in Bytom) ist ein deutscher Cartoonist und Comiczeichner.

## Leben
Zak studierte Visuelle Kommunikation mit Schwerpunkt Illustration an der Fachhochschule Bielefeld. Heute arbeitet er als freischaffender Cartoonist (u. a. Eulenspiegel, MAD) und Illustrator und lebt in Köln.

## Werke (Auswahl)
- Wuff!. Hamburg: Carlsen, 2008
- Miau! Hamburg: Carlsen, 2008
- Bettlektüre für Frauen. Hamburg: Carlsen, 2007
- Bettlektüre für Männer. Hamburg: Carlsen, 2007
- Das kleine Buch für Polizisten. Oldenburg: Lappan, 2006
- Erste Hilfe. Oldenburg: Lappan, 2004
- Das wars! Oldenburg: Lappan, 2003
- Was für ein Arsch! Oldenburg: Lappan, 2003, ISBN 3-8303-3077-4
- Das kleine Buch der Zicken. Oldenburg: Lappan, 2002
- Na toll. Lappan Verlag, Oldenburg 2002, ISBN 3-8303-3032-4

## Ausstellungen
- A bis Z: Die Gesamtwerke. Kassel 2009